# Lakeland South (Washington)
Lakeland South  est une census-designated place américaine de l'État de Washington dans le comté de King. 
La population était de 11 574 habitants en 2010.